# Joe Harper
Joseph Montgomery Harper (ur. 11 stycznia 1948 w Greenock) – szkocki piłkarz występujący podczas kariery na pozycji napastnika.

## Kariera klubowa
Joe Harper karierę piłkarską rozpoczął w drugoligowym Greenock Morton. W trakcie sezonu 1966/67 przeszedł do drugoligowego angielskiego Huddersfield Town, z którego powrócił do Morton w 1968. Następnym jego klubem było Aberdeen, w którym grał w latach 1969–1972. Z Aberdeen zdobył Puchar Szkocji w 1969. Indywidualnie był królem strzelców ligi szkockiej w 1972.
Dobra zaowocował transferem do angielskiego Evertonu w 1972. W trakcie sezonu 1973/74 powrócił do Szkocji, gdzie został zawodnikiem Hibernianu. Z Hibernianem dotarł do finału Pucharu Ligi Szkockiej w 1975. W 1976 powrócił do Aberdeen, w którym grał do 1980. Z Aberdeen zdobył mistrzostwo Szkocji w 1980 oraz Pucharu Ligi Szkockiej w 1977.
W 1981 został grającym trenerem Peterhead, by po roku odejść do Keith, w którym w 1984 zakończył piłkarską karierę.
| Sezon   | Klub                   | Kraj    | Rozgrywki        | Mecze | Bramki |
| ------- | ---------------------- | ------- | ---------------- | ----- | ------ |
| 1964/65 | Greenock Morton F.C.   | Szkocja | Division Two     | 3     | 1      |
| 1965/66 | Greenock Morton F.C.   | Szkocja | Division Two     | 12    | 6      |
| 1966/67 | Greenock Morton F.C.   | Szkocja | Division Two     | 30    | 29     |
| 1966/67 | Huddersfield Town F.C. | Anglia  | Division Two     | 5     | 1      |
| 1967/68 | Chelsea F.C.           | Anglia  | Division Two     | 23    | 3      |
| 1968/69 | Greenock Morton F.C.   | Szkocja | Division Two     | 34    | 25     |
| 1969/70 | Greenock Morton F.C.   | Szkocja | Division Two     | 6     | 4      |
| 1969/70 | Aberdeen F.C.          | Szkocja | Division One     | 24    | 6      |
| 1970/71 | Aberdeen F.C.          | Szkocja | Division One     | 31    | 19     |
| 1971/72 | Aberdeen F.C.          | Szkocja | Division One     | 34    | 33     |
| 1972/73 | Aberdeen F.C.          | Szkocja | Division One     | 13    | 11     |
| 1972/73 | Everton F.C.           | Anglia  | Division One     | 20    | 7      |
| 1973/74 | Everton F.C.           | Anglia  | Division One     | 23    | 5      |
| 1973/74 | Hibernian F.C.         | Szkocja | Division One     | 13    | 9      |
| 1974/75 | Hibernian F.C.         | Szkocja | Division One     | 34    | 12     |
| 1975/76 | Hibernian F.C.         | Szkocja | Premier Division | 22    | 5      |
| 1976/77 | Aberdeen F.C.          | Szkocja | Premier Division | 34    | 18     |
| 1977/78 | Aberdeen F.C.          | Szkocja | Premier Division | 31    | 17     |
| 1978/79 | Aberdeen F.C.          | Szkocja | Premier Division | 31    | 18     |
| 1979/80 | Aberdeen F.C.          | Szkocja | Premier Division | 14    | 3      |
| 1980/81 | Aberdeen F.C.          | Szkocja | Premier Division | 1     | 0      |

## Kariera reprezentacyjna
W reprezentacji Szkocji Harper zadebiutował 18 października 1972 w wygranym 4-1 meczu eliminacji mistrzostw świata 1974 z Danią, w którym w 66 min. zdobył 3. bramkę dla Danii. W 1978 został powołany do kadry na mistrzostwa świata. Na mundialu w Argentynie wystąpił w meczu z Iranem, który był jego ostatnim meczem w reprezentacji. Ogółem w reprezentacji rozegrał 4 mecze, w których zdobył dwie bramki.
| Mecze i gole w reprezentacji | Mecze i gole w reprezentacji | Mecze i gole w reprezentacji | Mecze i gole w reprezentacji | Mecze i gole w reprezentacji | Mecze i gole w reprezentacji | Mecze i gole w reprezentacji |
| #                            | Data                         | Miasto                       | Przeciwnik                   | Gol                          | Wynik                        |                              |
| ---------------------------- | ---------------------------- | ---------------------------- | ---------------------------- | ---------------------------- | ---------------------------- | ---------------------------- |
| 1.                           | 18.10.1972                   | Kopenhaga                    | Dania                        | Gol                          | 4:1                          | el. MŚ 1974                  |
| 2.                           | 15.11.1972                   | Glasgow                      | Dania                        |                              | 2:0                          | el. MŚ 1974                  |
| 3.                           | 03.09.1975                   | Kopenhaga                    | Dania                        | Gol                          | 1:0                          | el. Euro 76                  |
| 4.                           | 07.06.1978                   | Córdoba                      | Iran                         |                              | 1:1                          | Mistrzostwa Świata           |